# International German Open 2009
L'International German Open 2009 è stato un torneo di tennis giocato sulla terra rossa. È stata la 103ª edizione dell'evento che quest'anno ha preso il nome di International German Open che fa parte della categoria ATP World Tour 500 series nell'ambito dell'ATP World Tour 2009. Si è giocato all'Am Rothenbaum di Amburgo in Germania dal 20 al 26 luglio 2009.

## Partecipanti

### Teste di serie
| Giocatore             | Nazionalità | Ranking* | Testa di serie |
| --------------------- | ----------- | -------- | -------------- |
| Gilles Simon          | Francia     | 9        | 1              |
| Nikolaj Davydenko     | Russia      | 11       | 2              |
| Robin Söderling       | Svezia      | 12       | 3              |
| Tommy Robredo         | Spagna      | 16       | 4              |
| Stan Wawrinka         | Svizzera    | 19       | 5              |
| David Ferrer          | Spagna      | 23       | 6              |
| Igor' Andreev         | Russia      | 25       | 7              |
| Philipp Kohlschreiber | Germania    | 26       | 8              |
| Jürgen Melzer         | Austria     | 28       | 9              |
| Viktor Troicki        | Serbia      | 29       | 10             |
| Victor Hănescu        | Romania     | 33       | 11             |
| José Acasuso          | Argentina   | 37       | 12             |
| Paul-Henri Mathieu    | Francia     | 39       | 13             |
| Nicolás Almagro       | Spagna      | 41       | 14             |
| Jérémy Chardy         | Francia     | 43       | 15             |
| Miša Zverev           | Germania    | 45       | 16             |

- Ranking al 13 luglio 2009.

### Altri partecipanti
Giocatori che hanno ricevuto una Wild card:
- Daniel Brands
- Florian Mayer
- Simon Greul
- Kevin Krawietz

Giocatori passati dalle qualificazioni:

- Potito Starace
- Victor Crivoi
- Pablo Cuevas
- Evgenij Korolëv
- Pere Riba
- Marcel Granollers

## Campioni

### Singolare
Nikolaj Davydenko ha battuto in finale  Paul-Henri Mathieu con il punteggio di 6–4, 6–2.

### Doppio
Simon Aspelin /  Paul Hanley hanno battuto in finale  Marcelo Melo /  Filip Polášek con il punteggio di 6–3, 6–3.